# Coffee Shop (singel)
Coffee Shop – wydany w 1996 czwarty singel promujący album One Hot Minute amerykańskiej grupy Red Hot Chili Peppers.

## Lista utworów
1. "Coffee Shop" (Album Version)
2. "Coffee Shop" (Live)
3. "Give It Away" (Live)